# Twist (taniec)

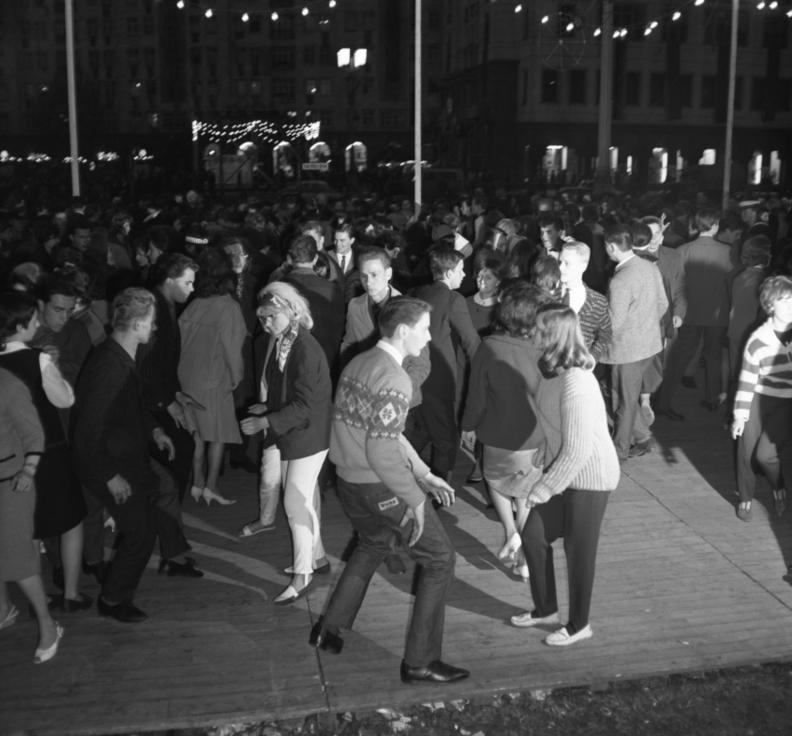
Młodzi ludzie tańczą twista na ulicy w Berlinie, 1964 r.

Twist – taniec towarzyski w takcie dwudzielnym, popularny w latach 60. XX wieku. Polega na wykonywaniu energicznych ruchów (skrętów) nóg, bioder i rąk. Partnerzy tańczą w miejscu nie trzymając się. Nawiązuje do muzyki rock and rollowej. Znani wykonawcy wspomnianej muzyki to głównie: Chuck Berry, Pat Boone, Chubby Checker (zobacz) i inni. Polską „królową twista” była Helena Majdaniec, która koncertowała głównie w Szczecinie i Paryżu.